# Nisoniades
Nisoniades är ett släkte av fjärilar. Nisoniades ingår i familjen tjockhuvuden.

## Bildgalleri

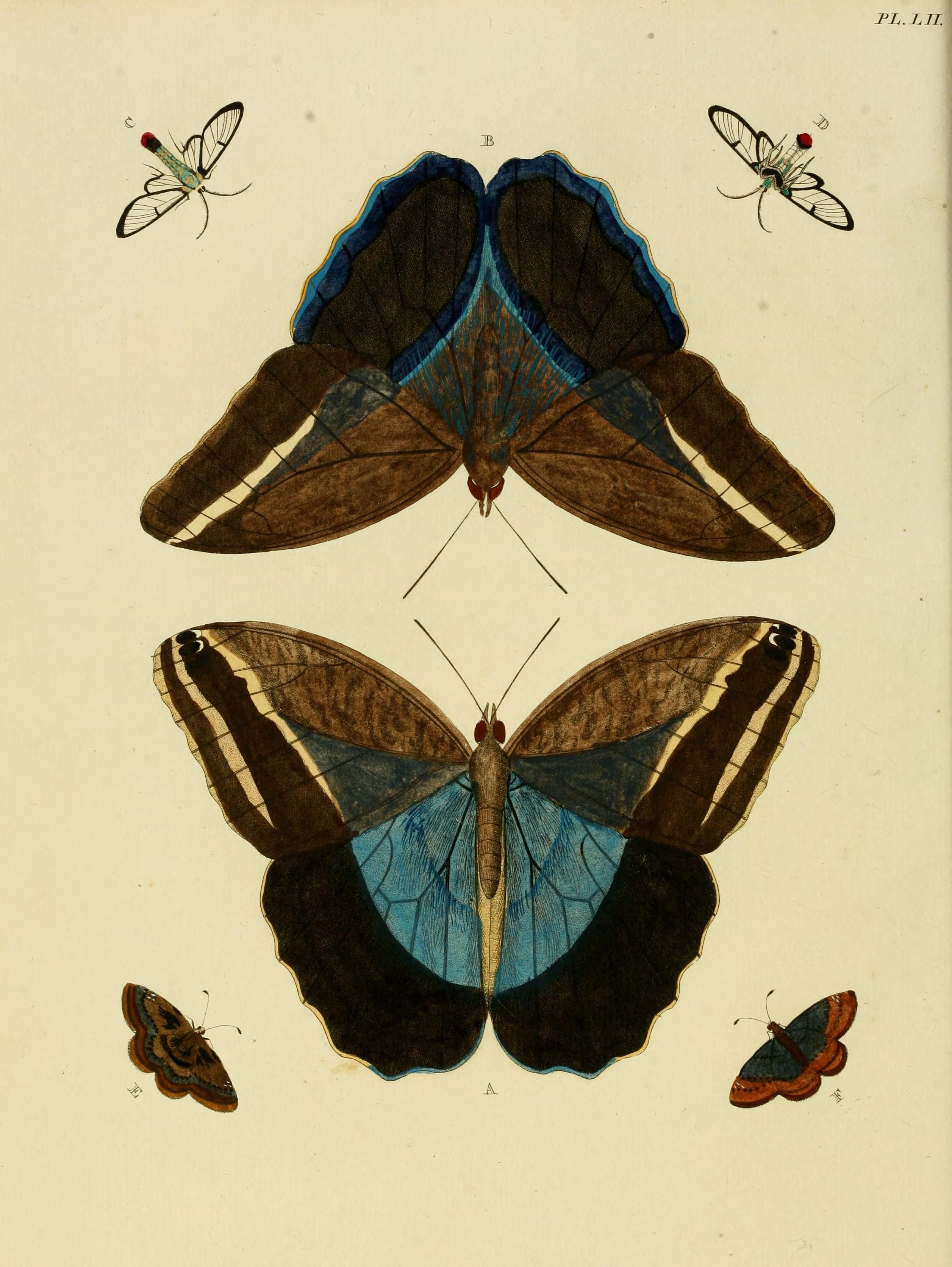
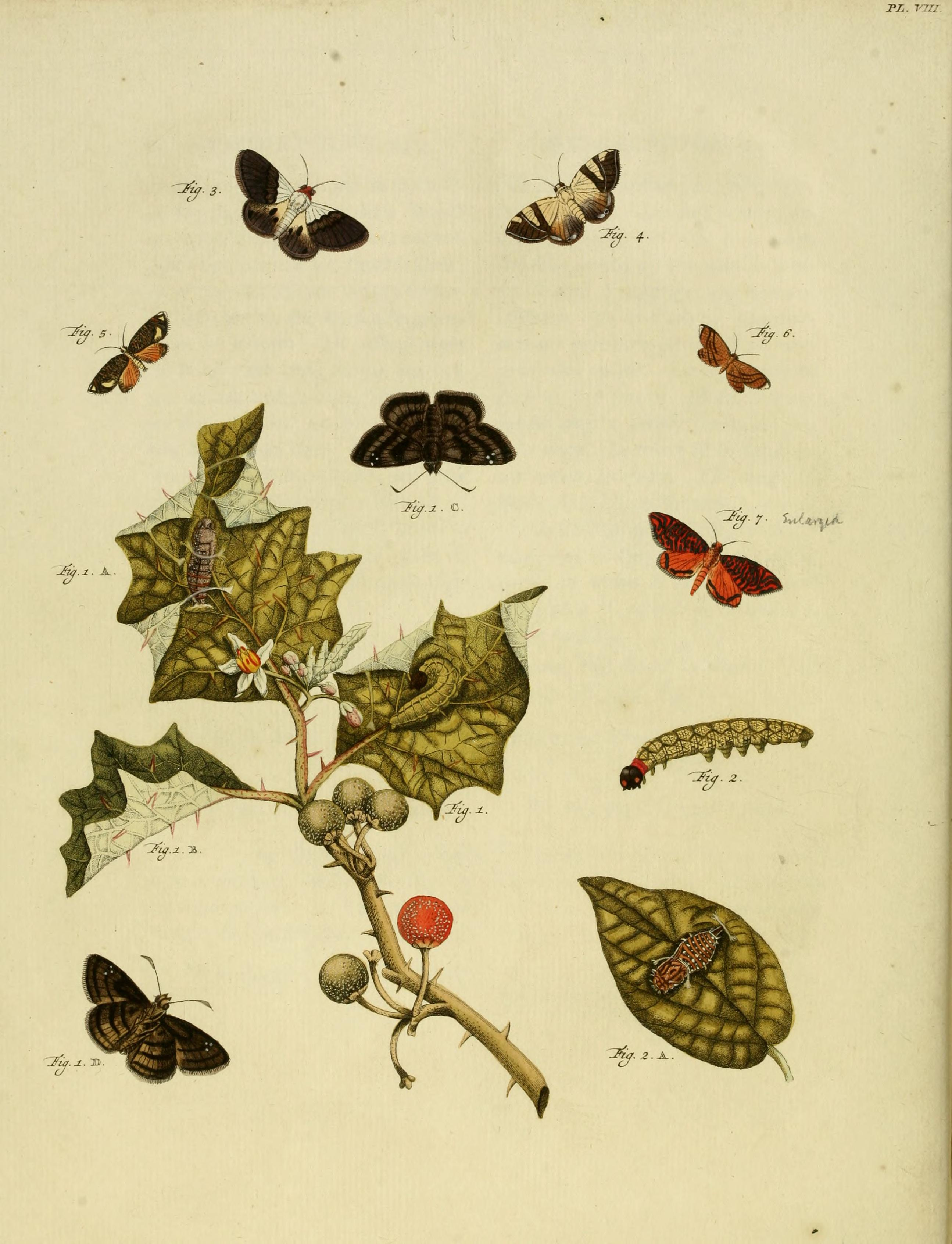
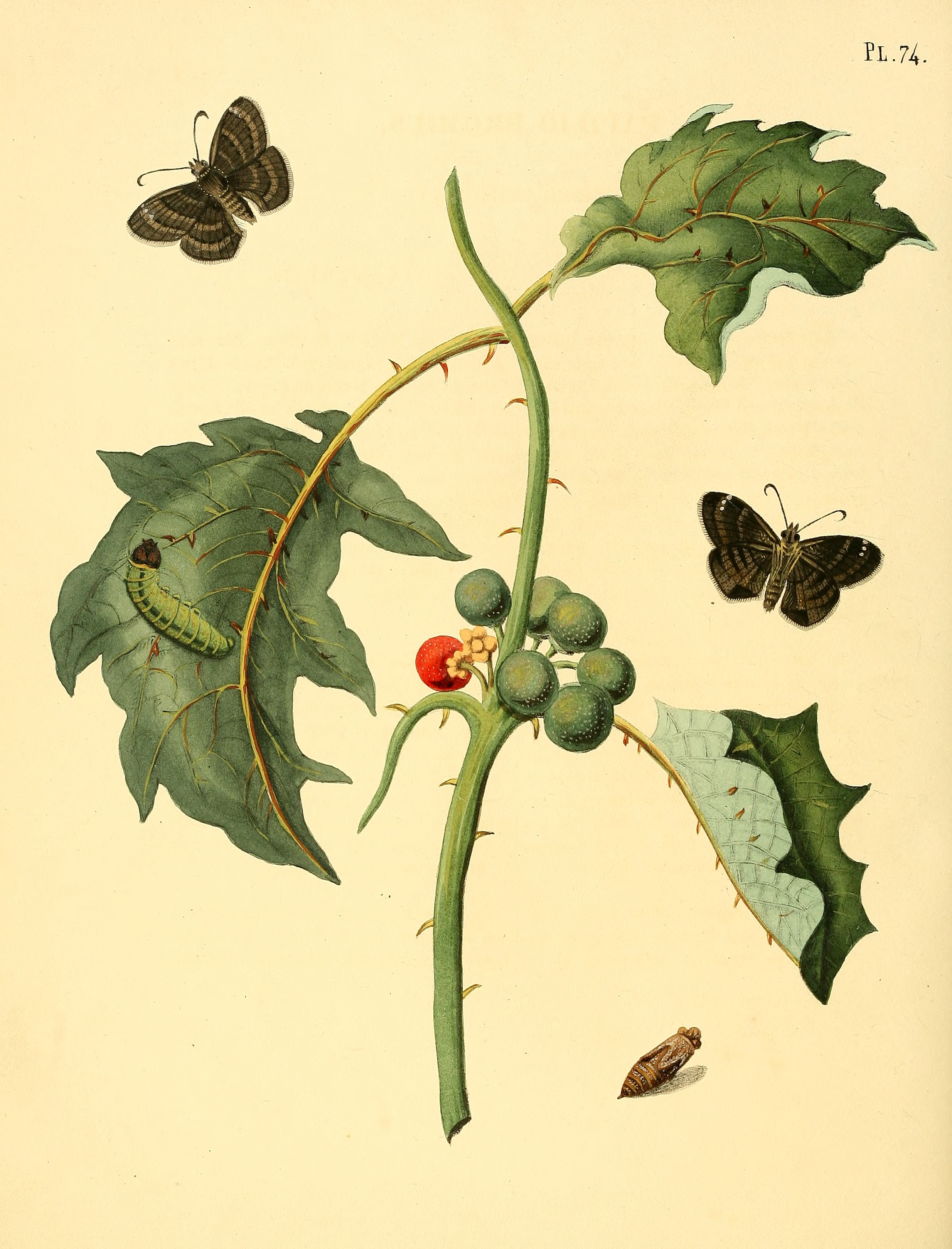

## Dottertaxa tillNisoniades, i alfabetisk ordning[1]
- Nisoniades albangula
- Nisoniades alternata
- Nisoniades angulosus
- Nisoniades benda
- Nisoniades bessus
- Nisoniades binotata
- Nisoniades bipuncta
- Nisoniades borra
- Nisoniades brazia
- Nisoniades bromias
- Nisoniades bromius
- Nisoniades brunneata
- Nisoniades castolus
- Nisoniades cauca
- Nisoniades centralis
- Nisoniades clara
- Nisoniades comitana
- Nisoniades criton
- Nisoniades ephora
- Nisoniades gambrus
- Nisoniades godma
- Nisoniades gonoptila
- Nisoniades guianae
- Nisoniades haywardi
- Nisoniades hecale
- Nisoniades heliodore
- Nisoniades hesione
- Nisoniades hesperia
- Nisoniades hora
- Nisoniades inca
- Nisoniades indistincta
- Nisoniades laurentina
- Nisoniades macarius
- Nisoniades maura
- Nisoniades mimas
- Nisoniades montana
- Nisoniades nebula
- Nisoniades nigra
- Nisoniades nyctineme
- Nisoniades orsus
- Nisoniades panama
- Nisoniades perforata
- Nisoniades peruana
- Nisoniades pollardi
- Nisoniades potera
- Nisoniades remo
- Nisoniades rhamses
- Nisoniades rimana
- Nisoniades rubescens
- Nisoniades ruda
- Nisoniades sordidulus
- Nisoniades tiphys
- Nisoniades triangulus
- Nisoniades trigeminus